# Ramon Ballester Forns
Ramon Ballester Forns   (Vilanova i la Geltrú, 28 d'octubre de 1819 - 27 d'agost de 1854) va ser un músic, violista i contrabaixista català, deixeble de Giovanni Bottesini. Aquest li va ensenyar a tocar el contrabaix a Cubai, en tornar a Catalunya, el 1852, seria considerat el primer contrabaixista de l'època. Va morir de còlera el 1854, amb 34 anys.